# Stephen Ameyu Martin Mulla
Stephen Ameyu Martin Mulla (Ido, 10 gennaio 1964) è un cardinale e arcivescovo cattolico sudsudanese, dal 12 dicembre 2019 arcivescovo metropolita di Giuba.

## Biografia
Stephen Ameyu Martin Mulla è nato il 10 gennaio 1964 ad Ido, Stato federato dell'Equatoria Orientale e diocesi di Torit, nella parte sud-orientale della Repubblica del Sudan del Sud, fino al 2011 parte del Sudan.

### Formazione e ministero sacerdotale
Dopo aver terminato l'istruzione elementare, nel 1978 si è iscritto al Seminario minore di Torit, trasferendosi poi nel 1981 in quello di Wau, dove ha ottenuto il diploma nel 1983. Sentendo maturare la vocazione al sacerdozio, è entrato nel Seminario maggiore nazionale San Paolo, frequentando prima il triennio filosofico dal 1984 al 1987 nella sede di Bussere, sempre vicino a Wau, poi quello teologico dal 1988 a Munuki, presso Giuba. Terminato il percorso, ha ricevuto l'ordinazione sacerdotale il 21 aprile 1991, ventisettenne, incardinandosi come presbitero della diocesi di Torit.
In seguito ha svolto il primo periodo del ministero sacerdotale a Khartum: poco dopo l'ordinazione è stato per un anno vicario parrocchiale della cattedrale di San Matteo ed incaricato delle zone pastorali di San Giovanni Evangelista a Shendi, San Carlo Lwanga a Jebel Aulia e Santa Bakhita Centro a Kamlin; nel 1992 è stato trasferito come viceparroco della chiesa della Beata Assunta ad Atbara; nel 1993 è stato promosso parroco della chiesa di San Giovanni Evangelista a Shendi.
Lo stesso anno è stato inviato a Roma, in Italia, dove è stato alunno del Pontificio collegio San Pietro ed ha studiato alla Pontificia università urbaniana, conseguendo il dottorato in teologia dogmatica quattro anni dopo.
Tornato in patria, ha compiuto la seconda parte della propria missione a Giuba, città nella quale dal 1997 fino alla promozione all'episcopato è stato docente e poi decano del Seminario maggiore nazionale, dove egli stesso era stato studente; inoltre ha insegnato al College comboniano serale per adulti ed insegnati, dal 1998 al 2000, e all'Organizzazione sudanese per la nonviolenza e la democrazia (SONAD), ONG della quale è stato anche consulente, dal 1999 al 2008. Nel 2005 ha fondato l'ONG umanitaria Associazione e sviluppo della comunità di Horiok (HODA), del quale è stato anche consigliere ed assessore fino al 2010.
Dal 2013 al 2016 ha ricoperto anche altri uffici: consulente e cappellano del Gruppo femminile e dell'Organizzazione per l'avanzamento delle donne (WAO) a Gudele, presso Giuba, assistente vice-cancelliere per l'amministrazione e le finanze dell'Università cattolica del Sudan del Sud e vicedirettore dell'Istituto di ricerca applicata e sensibilizzazione della comunità (LARCO), in seno alla medesima università.

### Ministero episcopale e cardinalato
Il 3 gennaio 2019 papa Francesco lo ha nominato, quasi cinquantacinquenne, vescovo di Torit; è succeduto ad Akio Johnson Mutek, morto prematuramente il 18 marzo 2013 dopo il fallimento di due trapianti di rene. Ha ricevuto la consacrazione episcopale il 3 marzo successivo, davanti alla cattedrale dei Santi Pietro e Paolo a Torit, per imposizione delle mani di Paulino Lukudu Loro, M.C.C.I., arcivescovo metropolita di Giuba, assistito dai co-consacranti Michael Didi Adgum Mangoria, arcivescovo metropolita di Khartoum, e Erkolano Lodu Tombe, vescovo di Yei; ha preso possesso della diocesi durante la stessa cerimonia. Come suo motto episcopale ha scelto Joy in the eternal Word made flesh, che tradotto vuol dire "Gioia nel Verbo eterno fatto carne".
Dopo appena undici mesi, il 12 dicembre dello stesso anno il papa lo ha promosso arcivescovo metropolita di Giuba; contestualmente è succeduto al settantanovenne monsignor Lukudu Loro, dimissionario per raggiunti limiti d'età dopo ben trentasei anni di episcopato. La sua nomina ha incontrato alcune opposizioni legate a divisioni etniche, che includevano accuse di influenza impropria ed inadeguatezza poi riesaminate dal papa, che tuttavia ha confermato la nomina il 6 marzo. Coloro che si sono opposti hanno affermato di non avere obiezioni basate sull'appartenenza tribale, sebbene fossero di etnia Bari e mons. Mulla appartenga invece a quella Otuho.
Ha preso possesso della nuova sede, del quale è il primo ordinario a non appartenere ai Missionari comboniani del Cuore di Gesù, nel corso di una celebrazione che si è svolta nella cattedrale di Santa Teresa il 22 marzo 2020. Lo stesso giorno è divenuto amministratore apostolico di Torit, mentre il 21 settembre successivo è lo è divenuto anche della diocesi di Wau, vacante dal 6 marzo 2017 a causa della morte del vescovo Rudolf Deng Majak; ha ricoperto il primo ufficio per quasi tre anni, fino alla presa di possesso del suo successore Emmanuel Bernardino Lowi Napeta il 15 gennaio 2023, mentre il secondo brevemente fino al 24 gennaio 2021, quando si è insediato il nuovo vescovo Matthew Remijio Adam Gbitiku, M.C.C.I.
A causa della Pandemia di COVID-19 il 29 giugno 2020, giorno della solennità dei Santi Pietro e Paolo, non si è potuto recare presso la basilica di San Pietro in Vaticano per la consegna del pallio, simbolo di comunione tra la Santa Sede e il metropolita, che gli è stato invece recapitato ed imposto in una cerimonia successiva.
Ha accolto il papa durante il suo viaggio apostolico in Sudan del Sud, dal 3 al 5 febbraio 2023, il primo di un pontefice nel Paese africano; la visita, che ha toccato anche la Repubblica Democratica del Congo, era già stata programmata per il 2-7 luglio 2022, ma è stata posticipata per via della gonalgia che ha colpito il santo padre. In particolare ha partecipato all'incontro con i vescovi, i sacerdoti, i diaconi, i consacrati, le consacrate e i seminaristi presso la cattedrale di Giuba il 4 febbraio, mentre il giorno successivo era presente alla messa presso il complesso del Mausoleo "John Garang", compiendo alcuni giri in papamobile per salutare i fedeli.
La Conferenza dei vescovi cattolici del Sudan e del Sudan del Sud, del quale è stato vicepresidente dal gennaio 2020, lo ha eletto per prendere parte alla I sessione della XVI assemblea generale ordinaria del Sinodo dei vescovi, che si svolgerà nella Città del Vaticano dal 4 al 29 ottobre 2023, con tema "Per una Chiesa sinodale: comunione, partecipazione e missione".
Il 9 luglio 2023, al termine dell'Angelus, papa Francesco ha annunciato la sua creazione a cardinale; nel concistoro del 30 settembre seguente lo ha creato cardinale presbitero di Santa Gemma Galgani. Cinquantanovenne, è il primo porporato proveniente dal Sudan del Sud. Ha preso possesso del titolo cardinalizio il 10 dicembre.
Dal gennaio del 2024 è presidente della Conferenza dei vescovi cattolici del Sudan e del Sudan del Sud.
Il 7 e 8 maggio 2025 ha partecipato come cardinale elettore al conclave che ha portato all'elezione di papa Leone XIV.

## Genealogia episcopale
La genealogia episcopale è:
- Cardinale Scipione Rebiba
- Cardinale Giulio Antonio Santori
- Cardinale Girolamo Bernerio, O.P.
- Arcivescovo Galeazzo Sanvitale
- Cardinale Ludovico Ludovisi
- Cardinale Luigi Caetani
- Cardinale Ulderico Carpegna
- Cardinale Paluzzo Paluzzi Altieri degli Albertoni
- Papa Benedetto XIII
- Papa Benedetto XIV
- Papa Clemente XIII
- Cardinale Enrico Benedetto Stuart
- Papa Leone XII
- Cardinale Chiarissimo Falconieri Mellini
- Cardinale Camillo Di Pietro
- Cardinale Mieczysław Halka Ledóchowski
- Cardinale Jan Maurycy Paweł Puzyna de Kosielsko
- Arcivescovo Józef Bilczewski
- Arcivescovo Bolesław Twardowski
- Arcivescovo Eugeniusz Baziak
- Papa Giovanni Paolo II
- Arcivescovo Paulino Lukudu Loro, M.C.C.I.
- Cardinale Stephen Ameyu Martin Mulla